# Eois ciocolatina
Eois ciocolatina là một loài bướm đêm trong họ Geometridae.